# Tom Brands
Tom Brands, född den 9 april 1968 i Omaha, Nebraska, är en amerikansk brottare som tog OS-guld i fjäderviktsbrottning i fristilsklassen 1996 i Atlanta. 